# La fonte ai confini del mondo
La fonte ai confini del mondo è un romanzo high fantasy dello scrittore inglese William Morris, pubblicato per la prima volta nel 1896 da The Kelmscott Press e nel 2005 dalla Fanucci Editore in Italia.

## Trama
Blaise, Hugh, Gregory e Ralph, figli del re di Upmeads, Peter, decidono di voler esplorare il mondo, così il loro padre dà loro il permesso, tranne a Ralph, il quale è costretto a rimanere a casa per garantire al padre un erede. Tuttavia, Ralph scappa in segreto.
Il ragazzo si ritrova a Bourton Abbas, dopo di che attraversa la Foresta Pericolosa, dove uccide due uomini che avevano rapito una donna, conosciuta come Signora dell'Abbondanza. Durante il viaggio, Ralph si ritrova in un castello, dove chiede informazioni sulla signora del maniero, che non sapeva ancora di aver già conosciuto precedentemente. Poco tempo dopo, mentre è ancora al castello, Ralph incomincia sempre di più a desiderare fortemente di incontrarla. Col passare dei giorni, tuttavia, Ralph inizia ad aver il timore di lasciare il castello senza prima averla vista, ma infine la incontra, rivelandosi essere la stessa donna che aveva salvato alcune settimane prima da due uomini.
Nel mentre, la Signora combatte contro due cavalieri, uno dei quali uccide l'altro, tentando di uccidere anche Ralph. La Signora interviene e promette di diventarne l'amante se risparmierà il ragazzo; durante la notte, tuttavia, ella conduce in salvo il ragazzo, ricambiandogli il favore. Durante la fuga, la donna racconta a Ralph del suo viaggio al Pozzo del Mondo, della lunga vita causata dalla sua fonte e di una ragazza, Ursula, che lei pensa sia particolarmente adatta al ragazzo. Nel frattempo, tuttavia, il cavaliere riesce a raggiungerli e uccide la Signora. Al ritorno dalla caccia, Ralph scopre l'accaduto e si vendica, scoccando una freccia sul capo del cavaliere, dopo di che seppellisce entrambi, deciso a raggiungere il Pozzo del Mondo.
Al villaggio di Whitwall, Ralph incontra un gruppo di uomini, tra cui il fratello Blaise e il suo servo, Richard. Blaise rivela a Ralph di essere cresciuto a Swevenham, da cui due uomini e una donna erano partiti per il Pozzo del Mondo. Ralph si unisce a un gruppo di mercanti, guidati da un uomo di nome Clement, che viaggia verso est. Il ragazzo esplora così vari villaggi, come Cheaping Knowe e Goldburg e scopre che una fanciulla è stata catturata e venduta come schiava; Ralph teme che ella potrebbe essere stata venduta a Gandolf, il crudele signore di Utterbol. La regina di Goldburg invia, quindi, una lettera a quest'ultimo e a Morfinn il Menestrello, il quale promette a Ralph di guidarlo fino a Utterbol, rivelandosi, tuttavia, un traditore.
Ralph viene catturato da Gandolf, riuscendo a fuggire. Nel frattempo, Ursula, che è stata ridotta in schiavitù a Utterbol, fugge e per caso incontra Ralph nei boschi sotto la montagna, entrambi desiderosi di raggiungere il Pozzo; durante il viaggio, Ralph incontra il Saggio di Swevenham, che dà loro le indicazioni per trovarlo. durante il viaggio, i due si innamorano, specialmente dopo che Ralph ha salvato la sua vita dall'attacco di un orso. Raggiunto il pozzo, entrambi bevono una tazza della fonte. sulla strada del ritorno, incontrano nuovamente il Saggio di Swevenham e il nuovo signore di Utterbol, il quale ha ucciso Gandolf e liberato la città. Decisi a tornare a Upmeads, i due affrontano sfide e battaglie lungo la strada, tra cui quella contro gli uomini del Borgo dei Quattro Fratelli, decisi ad attaccare Upmeads. Ralph raduna un esercito, inclusi i campioni del Dry Tree, e quando si ferma a Wulstead, dove si ricongiunge ai suoi genitori e a Clement, guida le truppe contro il nemico sconfiggendolo, e, tornati a Upmeads, Ralph e Ursula vengono incoronati re e regina.